# Gradi e distintivi delle Forze di difesa israeliane
Contrariamente alla prassi affermatasi nella maggior parte delle nazioni, all'interno delle forze di autodifesa israeliane i gradi sono uguali per tutti i corpi senza differenze tra aeronautica, esercito e marina. L'avanzamento di grado avviene principalmente in base all'anzianità e al periodo durante il quale si è prestato servizio e non per meriti.

## Gradi
Ufficiali (ktzinim)
- generale di corpo d'armata (rav aluf ⇒ ebraico ⇒ רב-אלוף)
- generale di divisione (aluf ⇒ ebraico ⇒ אלוף)
- generale di brigata (tat aluf ⇒ ebraico ⇒ תת-אלוף)
- colonnello (aluf mishneh ⇒ ebraico ⇒ אלוף משנה)
- tenente colonnello (sgan aluf ⇒ ebraico ⇒ סגן-אלוף)
- maggiore (rav seren ⇒ ebraico ⇒ רב סרן)
- capitano (seren ⇒ ebraico ⇒ סרן)
- tenente (segen ⇒ ebraico ⇒ סגן)
- sottotenente (segen mishneh ⇒ ebraico ⇒ סגן-משנה)

Sottufficiali (hogrim)
- sergente maggiore capo (rav samal ⇒ ebraico ⇒ רב-סמל)
- sergente (samal ⇒ ebraico ⇒ סמל)
- caporale (rav turai ⇒ ebraico ⇒ רב טוראי)
- soldato semplice (turai ⇒ ebraico ⇒ טוראי)

Ufficiali accademici (ktzinim akadema'im)
(Posizione speciale data ai militari che stanno ritardando la formazione come ufficiali di complemento per poter completare una formazione accademica (di solito in ingegneria, medicina o legge).
- Ufficiale accademico professionista (katzin miktzo'i akadema'i ⇒ ebraico ⇒ קצין מקצועי אקדמאי)
- Ufficiale accademico anziano (katzin akadema'i bakhir ⇒ ebraico ⇒ קצין אקדמאי בכיר)

## Scala gerarchica

### Esercito

#### Ufficiali
| Scala gerarchica degli ufficiali delle Forze di Difesa di Israele | Scala gerarchica degli ufficiali delle Forze di Difesa di Israele | Scala gerarchica degli ufficiali delle Forze di Difesa di Israele | Scala gerarchica degli ufficiali delle Forze di Difesa di Israele | Scala gerarchica degli ufficiali delle Forze di Difesa di Israele | Scala gerarchica degli ufficiali delle Forze di Difesa di Israele | Scala gerarchica degli ufficiali delle Forze di Difesa di Israele | Scala gerarchica degli ufficiali delle Forze di Difesa di Israele | Scala gerarchica degli ufficiali delle Forze di Difesa di Israele | Scala gerarchica degli ufficiali delle Forze di Difesa di Israele | Scala gerarchica degli ufficiali delle Forze di Difesa di Israele | Scala gerarchica degli ufficiali delle Forze di Difesa di Israele |
| Ruolo | generali                                                          | generali                                                          | generali                                                          | ufficiali superiori                                               | ufficiali superiori                                               | ufficiali superiori                                               | ufficiali inferiori                                               | ufficiali inferiori                                               | ufficiali inferiori                                               | ufficiali inferiori                                               | ufficiali inferiori                                               |
| Codice NATO | OF-8                                                              | OF-7                                                              | OF-6                                                              | OF-5                                                              | OF-4                                                              | OF-3                                                              | OF-2                                                              | OF-2                                                              | OF-1a                                                             | OF-1a                                                             | OF-1b                                                             |
| --- | ----------------------------------------------------------------- | ----------------------------------------------------------------- | ----------------------------------------------------------------- | ----------------------------------------------------------------- | ----------------------------------------------------------------- | ----------------------------------------------------------------- | ----------------------------------------------------------------- | ----------------------------------------------------------------- | ----------------------------------------------------------------- | ----------------------------------------------------------------- | ----------------------------------------------------------------- |
| uniforme ordinaria uniforme di servizio (aleph) e mimetica (bet)(controspalline) |                                                                   |                                                                   |                                                                   |                                                                   |                                                                   |                                                                   |                                                                   |                                                                   |                                                                   |                                                                   |                                                                   |
| nome israeliano del grado | רב-אלוף Rav aluf 1                                                | אלוף Aluf 2                                                       | תת-אלוף Tat aluf 3                                                | אלוף משנה Aluf mishneh 4                                          | סגן-אלוף Sgan aluf 5                                              | רב סרן Rav seren 6                                                | סרן Seren 7                                                       | קצין אקדמאי בכיר katsín akademai bakhìr 8                         | סגן Segen                                                         | קצין מקצועי אקדמאי katsín miktsoi akademai 4                      | סגן-משנה Segen mishneh                                            |
| grado italiano corrispettivo | generale di corpo d'armata                                        | generale di divisione                                             | generale di brigata                                               | colonnello                                                        | tenente colonnello                                                | maggiore                                                          | capitano                                                          | capitano "accademico"                                             | tenente                                                           | tenente "accademico"                                              | sottotenente                                                      |
| Note: 1 Il grado di "Rav aluf" significa letteralmente “gran campione” o “capo-chiliarca”, svolge la funzione di Capo di stato maggiore generale delle Forze di difesa israeliane. 2 Il grado di "Aluf" significa letteralmente “campione” o "chiliarca" (comandante di mille soldati). 3 Il grado di "Tat aluf" significa letteralmente "generale subordinato". 4 Il grado di "Aluf mishneh" significa letteralmente "vicegenerale". 5 Il grado di "Sgan aluf" significa letteralmente "sottogenerale". 6 Il grado di "Rav seren" significa letteralmente "comandante in capo". 7 Il grado di "Seren" significa letteralmente "comandante". 8 L'ufficiale accademico esperto ("katsín akademai bakhìr"), paragonabile a quello di capitano, è un soldato in possesso di una laurea accademica e che serve in un incarico aderente alla sua laurea. Il grado si ottiene dopo tra anni di anzianita`. 4 L'ufficiale accademico ("katsín miktsoí akademai"), paragonabile a quello di tenente, è un soldato in possesso di una laurea accademica e che serve in un incarico aderente alla sua laurea. |                                                                   |                                                                   |                                                                   |                                                                   |                                                                   |                                                                   |                                                                   |                                                                   |                                                                   |                                                                   |                                                                   |

#### Sottufficiali e truppa
| Scala gerarchica dei sottufficiali delle Forze di Difesa di Israele                               | Scala gerarchica dei sottufficiali delle Forze di Difesa di Israele | Scala gerarchica dei sottufficiali delle Forze di Difesa di Israele | Scala gerarchica dei sottufficiali delle Forze di Difesa di Israele | Scala gerarchica dei sottufficiali delle Forze di Difesa di Israele | Scala gerarchica dei sottufficiali delle Forze di Difesa di Israele | Scala gerarchica dei sottufficiali delle Forze di Difesa di Israele | Scala gerarchica dei sottufficiali delle Forze di Difesa di Israele | Scala gerarchica dei sottufficiali delle Forze di Difesa di Israele | Scala gerarchica dei sottufficiali delle Forze di Difesa di Israele | Scala gerarchica dei sottufficiali delle Forze di Difesa di Israele |
| Ruolo                                                                                             | Marescialli                                                         | Marescialli                                                         | Marescialli                                                         | Sergenti                                                            | Sergenti                                                            | Sergenti                                                            | Truppa                                                              | Truppa                                                              | Truppa                                                              | Truppa                                                              |
| Codice NATO                                                                                       | OR-9                                                                | OR-9                                                                | OR-9                                                                | OR-8                                                                | OR-7                                                                | OR-6                                                                | OR-5                                                                | OR-4                                                                | OR-3                                                                | OR-2 / OR-1                                                         |
| ------------------------------------------------------------------------------------------------- | ------------------------------------------------------------------- | ------------------------------------------------------------------- | ------------------------------------------------------------------- | ------------------------------------------------------------------- | ------------------------------------------------------------------- | ------------------------------------------------------------------- | ------------------------------------------------------------------- | ------------------------------------------------------------------- | ------------------------------------------------------------------- | ------------------------------------------------------------------- |
| uniforme ordinaria (controspalline) uniforme di servizio (aleph) e mimetica (bet) (sulle braccia) |                                                                     |                                                                     |                                                                     |                                                                     |                                                                     |                                                                     |                                                                     |                                                                     |                                                                     | nessuna insegna                                                     |
| nome israeliano del grado                                                                         | רב-נגד Rav nagad                                                    | רב-נגד משנה Rav nagad mishneh                                       | רב-סמל בכיר Rav samal bakhír                                        | רב-סמל מתקדם Rav samal mitkadem                                     | רב-סמל ראשון Rav samal rishon                                       | רב-סמל Rav samal                                                    | סמל ראשון Samal rishon                                              | סמל Samal                                                           | רב טוראי Rav turai                                                  | טוראי Turai                                                         |
| italiano                                                                                          | sottufficiale capo                                                  | aiutante sottufficiale                                              | sergente maggiore capo                                              | sergente maggiore                                                   | primo sergente capo                                                 | sergente capo                                                       | primo sergente                                                      | sergente                                                            | caporale                                                            | soldato                                                             |
|                                                                                                   |                                                                     |                                                                     |                                                                     |                                                                     |                                                                     |                                                                     |                                                                     |                                                                     |                                                                     |                                                                     |

## Distintivi da braccio

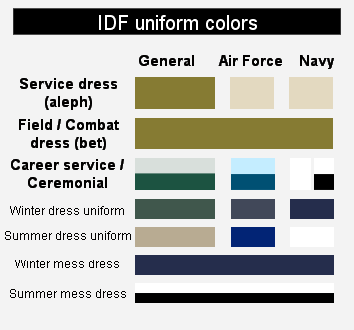
Colori delle uniformi delle IDF.

Solitamente ogni unità (yehida) organica all'IDF dispone del proprio distintivo omerale esposto sul braccio sinistro, penzolante dalla controspallina. Di seguito sono rappresentati alcuni tra i più comuni:

## Onorificenze
Le massime onorificenze per le Forze di difesa israeliane sono la Medaglia al Valore, la più alta concessa da Israele, seguita da quella al Coraggio e da quella al Merito, ma lo Stato garantisce anche innumerevoli altre medaglie per premiare partecipazioni a campagne militari, anche pre-unitarie, oppure particolari servizi svolti per il Paese.